# Bornholmssjukan
Bornholmssjukan är en infektionssjukdom som förekommer hos människan och orsakas av ett coxsackievirus.
Den har fått sitt namn efter läkaren Ejnar Sylvest, som observerade ett utbrott av sjukdomen under en sommarvistelse på Bornholm 1930 och beskrev sjukdomen i monografisk form i Den Bornholmske Syge 1933.
Den förekommer främst under sensommaren, och visar sig i regel plötsligt genom smärtor vid andningen i bröstkorgen och bukens muskler, vilka känns fasta och ömma för tryck. Insjuknandet följs vanligen av feber och huvudvärk, ibland också kräkning, diarré, näsblod. I normala fall avklingar sjukdomen efter några dagar utan behandling, men i ungefär 25 % av fallen är sjukdomen recidiv och återkommer med lunginflammation, hjärtsäcksinflammation, inflammation av könskörtlarna eller av mellanörat.
Liknande epidemier av vad som troligen varit bornholmssjukan har beskrivits på Island 1856, 1863 och 1874, i Norge 1872, i USA 1888 i Storbritannien 1924 och i Sverige 1931.